# Cephalops phaethus
Cephalops phaethus är en tvåvingeart som först beskrevs av Hardy och Frank Hall Knowlton 1939.  Cephalops phaethus ingår i släktet Cephalops och familjen ögonflugor.
Artens utbredningsområde är Utah. Inga underarter finns listade i Catalogue of Life.